# Syntrechalea brasilia
Espèce
Syntrechalea brasilia est une espèce d'araignées aranéomorphes de la famille des Trechaleidae.

## Distribution
Cette espèce est endémique du Brésil,. Elle se rencontre dans le District fédéral et les États du Tocantins, de Goiás, du Rondônia et du Minas Gerais,.

## Description
La carapace du mâle holotype mesure 3,8 mm de long sur 3,5 mm de large et l'abdomen 4,5 mm de long et celle de la femelle paratype mesure 4,3 mm de long sur 4,2 mm de large et l'abdomen 6,7 mm de long.

## Étymologie
Son nom d'espèce lui a été donné en référence au lieu de sa découverte, Brasilia.

## Publication originale
- Carico, 2008 : Revision of the Neotropical arboreal spider genus Syntrechalea (Araneae, Lycosoidea, Trechaleidae). Journal of Arachnology, vol. 36, no 1, p. 118-130 (texte intégral).